# 11984 Manet
11984 Manet è un asteroide della fascia principale. Scoperto nel 1995, presenta un'orbita caratterizzata da un semiasse maggiore pari a 2,6279808 UA e da un'eccentricità di 0,0815932, inclinata di 1,49550° rispetto all'eclittica.